# Rice (Minnesota)
Rice város az USA Minnesota államában, Benton megyében. Lakosainak száma 1975 fő (2020. április 1.).

## Népesség
A település népességének változása:

| 2010 | 1 275 |
| 2020 | 1 975 |